# ویکتور التو
ویکتور آلتو (انگلیسی: Victor Eletu؛ زادهٔ ۱ آوریل ۲۰۰۵) بازیکن فوتبال اهل نیجریه است که در حال حاضر برای میلان فوتورو در پست هافبک بازی می‌کند.
وی همچنین در تیم ملی فوتبال زیر ۲۰ سال نیجریه بازی کرده است.

## دوران باشگاهی
ویکتور التو که در لاگوس، نیجریه زاده شد، دوران نوجوانی خود را در آکادمی پرنس کاظم التو در زادگاهش گذراند و سپس در سال ۲۰۱۸ موفق به دریافت بورسیه‌ای از باشگاه فوتبال آ.ث. میلان شد.
التو که برای تیم زیر ۱۹ سال آ.ث. میلان بازی می‌کرد، در سال ۲۰۲۲ به‌طور منظم به میدان رفت و عمدتاً در نقش هافبک دفاعی به کار گرفته شد. در دسامبر ۲۰۲۲، او قراردادی دو و نیم سالهٔ جدیدی با آ.ث. میلان امضا کرد. التو در طول فصل ۲۰۲۳–۲۰۲۲ به عنوان کاپیتان تیم زیر ۱۹ سال منصوب شد.
در ۱۱ فوریه ۲۰۲۴، او نخستین دعوت خود را به تیم بزرگسالان آ.ث. میلان برای بازی خانگی در سری آ برابر ناپولی که با پیروزی ۱–۰ به پایان رسید، دریافت کرد، اگرچه به عنوان بازیکن ذخیره مورد استفاده قرار نگرفت. چهار روز بعد، در ۱۵ فوریه ۲۰۲۴، دوباره برای دیدار خانگی مرحله پلی‌آف حذفی لیگ اروپا برابر باشگاه فرانسوی رن دعوت شد، ولی به میدان نرفت.
در ۲۷ نوامبر ۲۰۲۴، التو نخستین بار به تیم ذخیره تازه‌تأسیس آ.ث. میلان یعنی باشگاه فوتبال میلان فوتورو دعوت شد، با این حال در پیروزی ۱–۰ خارج از خانه مقابل تورس در مرحله یک‌هشتم نهایی کوپا ایتالیا سری سی به میدان نرفت.
وی نخستین بازی حرفه‌ای خود را با میلان فوتورو در تاریخ ۲۳ آوریل ۲۰۲۵ انجام داد؛ او به جای ماتیا مالاسپینا وارد زمین شد و تیمش در این دیدار خارج از خانه در چارچوب سری C با نتیجه ۳–۲ برابر گووبیو شکست خورد. چهار روز بعد، در ۲۷ آوریل، او نخستین بازی خود را در ترکیب اصلی برای میلان فوتورو در دیدار خانگی برابر ویس پسارو انجام داد که با نتیجه ۱–۱ به تساوی انجامید.

## دوران ملی
در ماه مه ۲۰۲۳، ویکتور التو به فهرست تیم ملی نیجریه برای جام جهانی فوتبال زیر ۲۰ سال ۲۰۲۳ دعوت شد.